# Trédarzec
Trédarzec är en kommun i departementet Côtes-d'Armor i regionen Bretagne i nordvästra Frankrike. Kommunen ligger i kantonen Lézardrieux som tillhör arrondissementet Lannion. År 2022 hade Trédarzec 1 069 invånare.

## Befolkningsutveckling
Antalet invånare i kommunen Trédarzec
Referens:INSEE